# Килинг, Уильям
Уильям Килинг (англ. William Keeling, 1578 — 1620) — английский мореплаватель и капитан Ост-Индской компании.

## Биография
Килинг командовал судном «Сьюзанна» (англ. Susanna) во втором плавании компании в Индии в 1604 году и командовал кораблем «Красный Дракон» (англ. Red Dragon) в третьем плавании компании в 1607 году. В ходе этого плавания, начиная от берегов Западной Африки, Килинг показал себя любителем искусств и чтобы занять матросов в плавании ставил на борту корабля постановки пьес Шекспира, о чём говорит судовой журнал.
Запись за 5 сентября:

Я послал переводчика, по его просьбе, на «Гектора» (судно, совершавшее совместное плавание), куда он незамедлительно отправился, а затем вернулся на наш корабль, где мы сыграли трагедию о Гамлете.

Запись за 30 сентября:

Капитан Хоукинс (капитан «Гектора») обедал со мной, а мои товарищи представляли «Короля Ричарда II».

Запись за 31 марта 1608 года:

Я пригласил капитана Хоукинса на рыбный ужин и на представление «Гамлета», которое я устроил на борту. Я позволяю моим людям разыгрывать спектакли, дабы они не предавались лени и азартным играм.

На обратном пути с Явы в Англию в 1609 году, Килинг открыл Кокосовые острова, которые впоследствии также стали носить его имя.